# 台灣菠蘿麵包
台灣菠蘿麵包，也寫為波蘿麵包，台語稱為mé-lóng麭（有人寫為美濃胖或美濃麵包），又稱哈密瓜麵包，是一種台式甜麵包，在日治台灣時期出現，在第二次世界大戰結束後於台灣盛行，製作方式分別源自日本蜜瓜包與香港菠蘿包。

## 概論
台灣菠蘿麵包由來有多種說法。一說來自於日本，名為菠蘿麵包（メロンパン）的甜麵包，這種麵包有圓錐形與圓形兩種造型，因為表面紋路如同哈密瓜而得名。圓錐形的菠蘿麵包，起源於1936年日本廣島吳市有一間稱為菠蘿麵包本店的麵包店，販賣名為菠蘿麵包的麵包。這種麵包在台灣被稱為炸彈麵包。圓形菠蘿麵包據說起源於日本神戶金生堂製作的一種名叫日出（サンライス）的麵包，外型跟現在台灣菠蘿麵包接近。日本這類型麵包，之後被翻譯為哈密瓜麵包，或蜜瓜包。
第二種說法是由英屬香港傳入，在第二次世界大戰結束後，由墨西哥貝殼麵包（concha）啟發，因花紋類似鳳梨，在香港以菠蘿包為名販賣。在中華民國接管台灣之後，這種麵包製作方式也傳入台灣。
在日治台灣時期，台灣民間主食以米食為主流，麵包為外來食品，主要由上流社會消費。在中華民國政府接管台灣之後，因為美援麵粉供應充足，受美國與日本文化影響，麵包進入一般人的生活，菠蘿麵包在台灣民間深受歡迎，2011年，台北市糕餅公會舉辦台式麵包投票，由菠蘿麵包、蔥花麵包、紅豆麵包和奶酥麵包獲勝，被稱為台式麵包四大天王。其中以菠蘿麵包得票數最高。